# Hibiscus sabei
Hibiscus sabei är en malvaväxtart som beskrevs av Weckesser. Hibiscus sabei ingår i Hibiskussläktet som ingår i familjen malvaväxter. Inga underarter finns listade i Catalogue of Life.